# Đại Việt
Đại Việt (大越, IPA: [ɗâjˀ vìət]; wörtlich Großer Việt), oft bekannt als Annam (vietnamesisch: An Nam, Chữ Hán: 安南), war eine Monarchie im östlichen Festland Südostasiens vom 10. Jahrhundert n. Chr. bis zum frühen 19. Jahrhundert, zentriert um die Region des heutigen Hanoi, Nordvietnam. Sein früherer Name, Đại Cồ Việt, wurde 968 vom vietnamesischen Herrscher Đinh Bộ Lĩnh gegründet, nachdem er die Anarchie der 12 Kriegsherren beendet hatte, bis zum Beginn der Herrschaft von Lý Thánh Tông (reg. 1054–1072), dem dritten Kaiser der Lý-Dynastie. Đại Việt hielt bis zur Regierungszeit von Gia Long (reg. 1802–1820), dem ersten Kaiser der Nguyễn-Dynastie, als der Name in Việt Nam geändert wurde.
Die Geschichte von Đại Việt ist in die Herrschaft von acht Dynastien unterteilt: Đinh (968–980), Frühe Lê (980–1009), Lý (1009–1226), Trần (1226–1400), Hồ (1400–1407) und Spätere Lê (1428–1789); die Mạc-Dynastie (1527–1677); und die kurze Tây Sơn-Dynastie (1778–1802), kurz unterbrochen von der Hồ-Dynastie (1400–1407), die den Namen des Landes kurzzeitig in Đại Ngu änderte, und der vierten Ära der nördlichen Herrschaft (1407–1427), als die Region als Jiaozhi vom Kaiserreich China verwaltet wurde.
Das frühe Đại Việt entstand in den 960er Jahren als erbliche Monarchie mit dem Mahayana-Buddhismus als Staatsreligion und dauerte 6 Jahrhunderte. Ab dem 16. Jahrhundert wurde Đại Việt allmählich geschwächt und in mehrere Unterkönigreiche und Domänen dezentralisiert, die gleichzeitig von den Familien Lê, Mạc, Trịnh und Nguyễn regiert wurden. Es wurde 1786 von den Tây-Sơn-Brüdern kurzzeitig vereint, die sich 1787 untereinander aufteilten. Nach dem Trịnh-Nguyễn-Krieg, der mit dem Sieg von Nguyễn und der Zerstörung des Tây Sơn endete, wurde Đại Việt wiedervereinigt und beendete 300 Jahre der Fragmentierung. Von 968 bis 1804 blühte Đại Việt auf und erlangte eine bedeutende Macht in der Region. Der Staat annektierte langsam die Gebiete von Champa und Kambodscha und erweiterte die vietnamesischen Gebiete nach Süden und Westen. Das Reich von Đại Việt ist der wichtigste Vorläufer des Landes Vietnam und die Grundlage für seine nationale historische und kulturelle Identität.